# 小山克事件

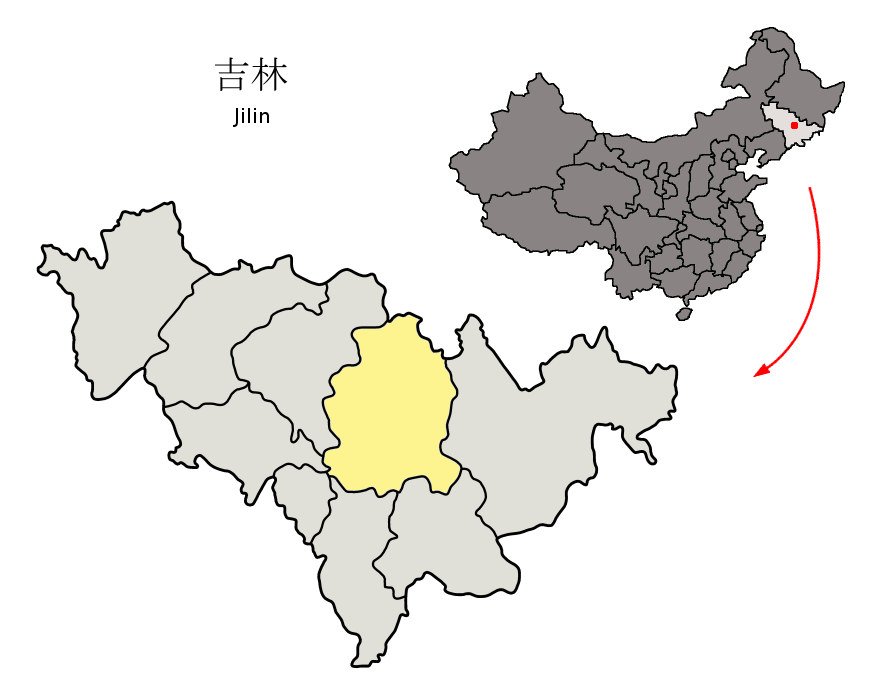
満州国吉林省吉林市

小山克事件（しょうさんこくじけん）とは1945年8月13日に満州国吉林省で南満州鉄道京図線が九台駅と吉林駅の間の小山克で武装した暴民に襲われ、日本人避難民が強姦・虐殺され集団自決した事件。

## 背景
1945年8月9日未明にソビエト連邦が満州国へ侵攻した。満州国を防衛する立場にあった関東軍は米英を相手とする南方戦線への兵力抽出で弱体化していたため、総司令部を新京から南満州の通化に移し、満州南部と朝鮮半島を最終防衛ラインとしてソビエト軍の侵攻を食い止める作戦行動に移った。
8月10日正午前に関東軍は避難民の移送を決定し、第一列車は8月10日午後6時出発予定（実際には遅れて8月11日午前1時40分出発）とした。そのため、当初の輸送順序である民・官・軍の家族の順ではなく、連絡のつきやすい軍人の家族を第一陣として避難の誘い水とすることとしたとも、当時の軍高官は連絡が民間人に十分に届く前に軍人･軍属とその家族ばかりが集まってしまったのだと後に弁明したともいう。実際には、当初は軍人･軍属とその家族らばかりが大量の荷物を運べるだけ運び込んで集まって脱出しており、一般住民に気付かれない内に脱出していたという証言はあっても、末端の役場関係者でいち早く民間人に知らせるよう連絡を受けたという記録や証言はなく、多くの人々からは軍人らが意図的に自身の家族と財産を優先的に逃したものと見られている。8月11日昼までに軍・官関係者の家族を中心とした約38,000人が18本の避難列車で移送された。8月11日午後には民間の避難民も新京駅に集まるようになったともされるが、12日夜になおも居た軍属の家族らが周囲には気付かれないようにして大挙して去り、そこで多くの一般人が異変に気付いたという証言もある。
8月13日になると、満州国皇室は新京から南満州の臨江を目指して特別列車で脱出することになり、同日午前1時50分に満州国皇室一行490名を載せた特別列車が新京を出発した。特別列車に次いで14時10分に出発した2番列車が事件に巻き込まれることになる。

## 事件
新京を出発した避難列車が九台駅に到着すると鎌などで武装した暴民たちが待ち構えていた。列車警備の満人鉄道公安官達は、避難民に暴力が振るわれない限りにおいて暴民の狼藉を黙認したため、暴民達は客車に乱入して避難民から金品を奪っていった。その後、九台駅を出発した列車はいくつかの小さな駅を停車することなく素通りした。
夕刻に吉林盆地に抜ける小山克トンネルに差し掛かろうとしたところ、小銃で武装した暴民たちが線路を焼き払い待ち構えていた。列車がやむなく停止すると、暴民たちは客車に乱入し、鉄道公安官の拳銃を奪い取るとともに縛り上げた後、日本女性たちを車外に連れ出して輪姦を始めた。暴民たちは抵抗するものは射殺し、女性が抱いている乳児は窓から放り投げて殺害した。このため、100人以上の女性たちが崖から谷底に飛び降りて自決した。避難民たちは、事件を知らせるために次々と使者を送りだしたが、暴民たちによってトンネルにたどりつく前に射殺されていった。唯一、谷底に転落した13歳の少女だけが負傷しながらも5キロ先の駅にたどり着いて事件を知らせることができた。
知らせを受けた関東軍第一方面軍所属の吉林駐屯中の松下部隊から池内少佐率いる一個大隊600名が列車で派遣され、8月14日午前5時半ごろに事件現場に到着した。日本女性を抱きながら眠り込んでいた暴民たちは、日本軍の到着を知るや否や、逃走を試みるか女性たちを楯に立てこもったが、日本軍によって次々に射殺または捕縛された。日本軍は暴民を鎮圧すると、直ちに線路を復旧し、列車は通化に到着した。同市の避難民収容所に収容された避難民たちは、後に通化事件に巻き込まれることになった。